# 日曜ロードショー (ウェブテレビ番組)
『ライムスター宇多丸の日曜Abemaロードショー』（ライムスターうたまるのにちようアベマロードショー）は、2018年4月9日よりAbemaTVのドラマチャンネルで配信されている映画番組。毎週日曜の20:50から配信。通称は『日曜ロードショー』。厳密には番組表によると冒頭10分の解説部分が『ライムスター宇多丸の日曜Abemaロードショー』。映画本編は『日曜ロードショー』のタイトルであり、Abemaビデオではそれぞれ別にアーカイブされている。

## 番組概要
「Abemaの中の映画館」、「映画はみんなで見るのが、1番」を題目に贈る映画番組。宇多丸は第1回で「劇場で見る自分で選んでみる映画」もいいが、「誰かがセレクトした映画をみんなで見るのも楽しい」と、『日曜洋画劇場』、『月曜ロードショー』をオマージュした番組と説明している。
オープニングは35ミリ映写機のCG映像から始まり、映写レンズが「ド」の濁点となりタイトルロゴを表示。宇多丸がひとり語し、ポイントとなるコメントは大きくテロップで表示される。
映画作品は基本的に洋画、邦画、宇多丸の好き嫌いを超えて選択される（洋画の場合は字幕配信）。第一回は『愛のむきだし』。上映時間の長さからテレビ地上波では全編が流せないことから選ばれた。2018年7月は宇多丸レコメンド映画と題し、配信可能な作品から宇多丸が勝手にセレクトしている。映画の買い付け料金不足を理由に同月で終了。最終上映作品は『アポカリプト』。番組は終了したが、8月以降2018年いっぱいまで同枠は映画配信枠となっていた。

## 出演者
- MC 
  - 宇多丸（ライムスター）
    - パーソナリティかつ解説役[6]。企画立ち上げとともに自ら立候補した[3]。映画上映前には約10分間の見どころ解説（宇多丸レコメンド見所ポイント）をし、最後に「上映時間○○分！」と叫んで締める。上映後にはこれを受けた感想、批評、または制作年度を踏まえた再解釈のコメントを配信。

## スタッフ
- 制作協力：MMJ[7]

## 関連
- 真夜中の映画祭 - AbemaTVのもうひとつの映画番組